# La famiglia
La famiglia és una pel·lícula dramàtica italiana de 1987 dirigida per Ettore Scola i protagonitzada per Vittorio Gassman, Fanny Ardant, Philippe Noiret i Stefania Sandrelli. Va ser estrenada al 40è Festival Internacional de Cinema de Canes.

## Argument
La pel·lícula mostra a una família burgesa italiana vista a través dels ulls de Carlo, un vell professor jubilat que és l'últim patriarca de la seva família. Les memòries de Carlo caracteritzen tota la pel·lícula, des de l'època de la Belle Époque fins a la dècada de 1980, a través de dues guerres mundials, l'auge econòmic, l'amor, l'amistat i tots els esdeveniments que constitueixen la vida humana. La pel·lícula es desenvolupa al voltant de l'apartament comprat per l'avi de Carlo. Mostra la família, la seva successió dinàstica i les seves moltes tradicions.

## Repartiment
- Vittorio Gassman - Carlo / Avi de Carlo
- Stefania Sandrelli - Beatrice jove
- Andrea Occhipinti - Carlo jove
- Fanny Ardant - Adriana dona
- Philippe Noiret - Jean Luc
- Carlo Dapporto - Giulio dona
- Massimo Dapporto - Giulio jove
- Sergio Castellitto - Carletto
- Ricky Tognazzi - Paolino
- Ottavia Piccolo - Adelina
- Athina Cenci - Aunt Margherita
- Emanuele Lamaro - Carlo nen
- Cecilia Dazzi - Beatrice nena
- Jo Champa - Adriana jove
- Joska Versari - Giulio nen
- Alberto Gimignani - Giulio nen
- Dagmar Lassander - Marika

## Producció
Durant tota la durada de la pel·lícula mai és possible saber el cognom de Carlo, ni el de cap altre familiar. Scola, però, va revelar que es va inspirar en Carlo Salinari, un dels seus professors.
Molts dels personatges, seguits durant anys al llarg de la seva vida, són interpretats per diferents actors; en alguns casos diferents actors interpreten el mateix personatge en la mateixa escena. A la tercera part, Beatrice és interpretada per Cecilia Dazzi, però el seu mirall de maquillatge reflecteix els trets de Stefania Sandrelli. A la quarta part, Adriana al telèfon des de París té primer la cara de Jo Champa, després la de Fanny Ardant. A la primera escena de la cinquena part, quan Carlo revisa els deures de la Maddalena, Andrea Occhipinti és reconeixible inicialment, però Vittorio Gassman aviat agafa el relleu.
A la versió francesa Massimo Dapporto té la veu de Pierre Arditi.

## Reconeixements
- 1988 - Premis Oscar
  - Candidatura Millor pel·lícula estrangera (Itàlia).[4]
- 1987 - David di Donatello
  - Millor pel·lícula a Ettore Scola i Franco Comitteri
  - Millor director a Ettore Scola
  - Millor guió a Ruggero Maccari, Furio Scarpelli e Ettore Scola
  - Millor actor protagonista a Vittorio Gassman
  - Millor muntatge a Francesco Malvestito
  - Millor banda sonora a Armando Trovajoli
  - Candidatura Millor productor a Franco Comitteri
  - Candidatura Miillor actriu protagonista a Stefania Sandrelli
  - Candidatura Millor fotografia a Ricardo Aronovich
  - Candidatura Millore escenografia a Luciano Ricceri
  - Candidatura Millor vestuari a Gabriella Pescucci
- 1987 - Nastro d'argento
  - Directror de la millor pel·lícula a Ettore Scola
  - Millor productor a Franco Comitteri
  - millor actriu estrangera a Fanny Ardant
  - Miillor actriu no protagonista a Ottavia Piccolo
  - Millor guió a Furio Scarpelli, Ettore Scola e Ruggero Maccari
  - Millor banda sonora a Armando Trovajoli
  - Candidatura millor actor protagonista a Vittorio Gassman
  - Candidatura Miillor actriu protagonista a Stefania Sandrelli
  - Candidatura millor actor no protagonista a Massimo Dapporto
- 1987 - Festival de Canes
  - Candidatura Palma d'or a Ettore Scola
- 1987 - Globo d'oro
  - Millor pel·lícula a Ettore Scola i Franco Comitteri
  - Miillor actriu protagonista a Stefania Sandrelli
- 1987 - Ciak d'oro
  - Millor pel·lícula a Ettore Scola e Franco Comitteri[5]
  - Millor director a Ettore Scola[5]
  - millor actor protagonista a Vittorio Gassman[5]
  - millor actor no protagonista a Massimo Dapporto[5]
  - millor actor no protagonista a Carlo Dapporto[5]
  - Miillor actriu no protagonista a Ottavia Piccolo[5]
  - Millor productor a Franco Comitteri[5]
  - Millor guió a Furio Scarpelli, Ettore Scola e Ruggero Maccari[5]
  - Miglior scenografia a Luciano Ricceri[5]
  - Millor muntatge a Francesco Malvestito[5]
  - Millor vestuari a Gabriella Pescucci[5]
  - Millor banda sonora a Armando Trovajoli[5]
  - Candidatura millor actriu no protagonista a Alessandra Panelli, Athina Cenci i Monica Scattini